# Vercetti Regular (krój pisma)
Vercetti Regular, znany również jako Vercetti, to darmowa czcionka bezszeryfowa (freeware), którą można stosować zarówno w celach komercyjnych, jak i prywatnych. Stała się dostępna w 2022 roku na licencji Licence Amicale, która pozwala użytkownikom udostępniać pliki czcionek znajomym i kolegom.
Krój pisma Vercetti Regular inspirowany elementami projektowania humanistycznego i geometrycznego, jest dostępny w formatach OpenType i TrueType. Projektanci tworząc Vercetti, wykorzystali zasady wcześniejszej czcionki typu open-source o nazwie MgOpen Moderna.
Pierwsza wersja czcionki zawiera ogółem 326 znaków, w tym liczby, symbole, znaki interpunkcyjne i akcenty. Sprawia to, że jest odpowiednia do użytku we wszystkich europejskich językach używających alfabetu łacińskiego.